# 达希尔达阿
达希尔·达阿（1947年5月17日—），马来西亚政治人物，土著团结党党员。曾经于1999年至2013年代表国阵巫统担任柔佛州议会武吉士南邦州议员，曾担任土团党巴莪区会主席。

## 政治生涯
2008年马来西亚大选，代表国阵巫统参加柔佛州议会选举并赢得武吉士南邦议席。2013年大选，退位让贤。

## 个人荣誉
- 马来西亚：
  -  联邦国家领袖勋章（PJN）—拿督（2012年）[8]
  -  联邦护国丞官勋章（KMN）（2002年）[8]
  -  护国有功成员勋章（AMN）（1996年）[8]
  -  联邦护国奖章（PPN）（1989年）[8]